# Radio Club
Radio Club est une radio associative du canton de Valenciennes-Nord, située précisément à Wallers-Arenberg.

## Historique
La radio fut créée par Fernand Dumez (appelé Tonton Fernand à l'antenne). Il en est toujours le président. À ses débuts, en 1981, Radio Club, s'appelait Radio Arenberg et émettait sur 100,5 MHz FM, sur un rayon de 3 km autour de Wallers-Arenberg. Par la suite, un nouvel émetteur permit d'émettre dans un rayon de 20 km.
En 1983, la Haute Autorité de l'audiovisuel ré-autorisait Radio Club à émettre pour trois nouvelles années sur 93 MHz FM.
En 2008, le CSA ré-autorise Radio Club à émettre jusqu'en 2023 sur 105,7 MHz FM.
Depuis, la radio n'a pas subi de grands changements. Elle reste proche de ses auditeurs et fait en sorte de proposer un large choix d'émissions pour tous les goûts.